# جائزة نيبولا لأفضل رواية
جائزة نيبولا لأفضل رواية هي جائزة تمنح كل عام لقصص الخيال العلمي والفنتازيا من قبل اتحاد كتاب الخيال العلمي والفنتازيا الأمريكي يعتبر العمل الروائي رواية من قبل المنظمة إذا كانت عبارة عن 40.000 كلمة أو أكثر لكي تكون مؤهلاً للحصول على جائزة نيبولا، يجب أن تكون الرواية منشورة باللغة الإنجليزية في الولايات المتحدة.الأعمال المنشورة باللغة الإنجليزية في أي مكان آخر من العالم مؤهلة أيضًا وحتى الكتب المترجمة الى اللغة الانجليزية، بشرط أن يتم إصدارها إما على موقع ويب أو في إصدار إلكتروني.
يتم اعطاء الجوائز عن السنة السابقة فمثلا الجائزة التي تقديمها عام 1966 هي عن اعمال عام 1965 وهكذا . 
ومن اوائل الفائزين بجائزة نيبولا لعام 1966 هو الكاتب فرانك هربرت عن رواية كثيب.